# Cabo Funes/Ibarra
El cabo Funes (según Argentina), cabo Ibarra o punta Pingüinera (según Chile) o punta Stranger es un cabo que marca el punto más meridional de la isla Rey Jorge/25 de Mayo de las Shetland del Sur, Antártida.

## Toponimia
En Argentina, su nombre se debe al Deán Gregorio Funes, partidario de la Revolución de Mayo, y miembro de la Junta Grande.
En Chile su nombre se debe al apellido de Bautista Ibarra Carvajal, mayor primero de la escampavía Yelcho de la Armada de Chile, que rescató a los náufragos de la Expedición Imperial Transantártica de Ernest Shackleton, en 1916. El cabo fue llamado punta Pingüinera por Roberto Araya y Francisco Hervé, geólogos de la Universidad de Chile, en 1966.
En idioma inglés fue nombrado por el Comité de Topónimos Antárticos del Reino Unido (UK-APC) en 1960 para el buque ballenero Stranger (capitaneado por Joseph Adams) de Boston, Massachusetts, que visitó las islas Shetland del Sur entre 1820 y 1821 en compañía del O'Cain, operando desde cerca de la caleta Potter.

## Historia
Fue cartografiada por el equipo de Investigaciones Discovery entre 1934 y 1935; fotografiada desde el aire por la Falkland Islands and Dependencies Aerial Survey Expedition (FIDASE), entre 1956 y 1957, y relevado desde tierra por el British Antarctic Survey de 1957 a 1959.

## Reclamaciones territoriales
Argentina incluye a la isla Rey Jorge/25 de Mayo en el departamento Antártida Argentina dentro de la provincia de Tierra del Fuego, Antártida e Islas del Atlántico Sur; para Chile forma parte de la comuna Antártica de la provincia Antártica Chilena dentro de la Región de Magallanes y de la Antártica Chilena; y para el Reino Unido integra el Territorio Antártico Británico. Las tres reclamaciones están sujetas a las disposiciones del Tratado Antártico.
Nomenclatura de los países reclamantes: 
- Argentina: cabo Funes[6][7]
- Chile: cabo Ibarra[4]
- Reino Unido: Stranger Point[3]